# Marco Tuokko
Marco Tuokko (* 27. März 1979 in Raisio) ist ein finnischer Eishockeyspieler, der zuletzt bis 2011 beim Mora IK in der HockeyAllsvenskan unter Vertrag stand.

## Karriere
Marco Tuokko begann seine Karriere als Eishockeyspieler in der Nachwuchsabteilung von TPS Turku. Bereits als Juniorenspieler kam er leihweise zwischen 1995 und 1997 zu sieben Einsätzen, bei denen er drei Tore erzielte und eine Vorlage gab, für Kiekko-67 in der I divisioona, der zweiten finnischen Spielklasse. In der Saison 1998/99 gab der Flügelspieler sein Debüt für die Profimannschaft von TPS in der SM-liiga und wurde in seinem Rookiejahr auf Anhieb Finnischer Meister mit seinem Team. Anschließend wurde er im NHL Entry Draft 2000 in der siebten Runde als insgesamt 219. Spieler von den Dallas Stars ausgewählt, blieb jedoch bei TPS Turku, mit dem er in den Spielzeiten 1999/2000 und 2000/01 weitere zwei Mal den finnischen Meistertitel gewann. In den folgenden Jahren war er eine feste Größe im Team von TPS, kam mit seiner Mannschaft jedoch nicht mehr über eine Vizemeisterschaft in der Saison 2003/04 hinaus.
Von 2005 bis 2008 stand Tuokko beim Mora IK in der schwedischen Elitserien unter Vertrag. Nachdem der Verein abgestiegen war, wechselte er innerhalb der Elitserien zu MODO Hockey, für das er zwei Jahre lang auf dem Eis stand. In der Saison 2010/11 lief der Junioren-Europameister von 1997 für seinen Ex-Klub Mora IK in der zweitklassigen HockeyAllsvenskan auf.

### International
Für Finnland nahm Tuokko im Juniorenbereich an der U18-Junioren-Europameisterschaft 1997 sowie der U20-Junioren-Weltmeisterschaft 1999 teil. Bei der U18-Europameisterschaft 1997 gewann er mit seiner Mannschaft die Goldmedaille.

## Erfolge und Auszeichnungen
- 1999 Finnischer Meister mit TPS Turku
- 2000 Finnischer Meister mit TPS Turku
- 2001 Finnischer Meister mit TPS Turku
- 2004 Finnischer Vizemeister mit TPS Turku

### International
- 1997 Goldmedaille bei der U18-Junioren-Europameisterschaft

## Statistik
(Stand: Ende der Saison 2010/11)